# Иоанн II Платин
Иоанн II Платин — экзарх Равенны в 687—702 годах.
Поддерживал претензии на папский престол архидиакона Пасхалия, но затем признал ставшего папой Сергия I. Впоследствии по императорскому приказу участвовал в попытке свержения Сергия, не признавшего постановления Трулльского собора.
Упоминается в антирелигиозном памфлете Лео Таксиля как «неистовый молодец, любитель всяких ссор и драк».